# Університет мистецтв Сінгапуру
Університет мистецтв Сінгапуру, UAS (кит.: 新加坡艺术大学, малай. Universiti Seni Singapura; там. சிங்கப்பூர் கலைப் பல்கலைக்கழகம்), є державно фінансованим, приватним, федеральним університетом в Сінгапурі, створеним шляхом альянсу між Наньянською академією мистецтв і Коледжем мистецтв Ласалль. Університет буде приймати заявки у третьому кварталі 2023 року та розпочне заняття в серпні 2024 року. Він буде діяти в Національному центрі дизайну на Middle Road. Університет стане сьомим місцевим університетом в Сінгапурі та єдиним державно фінансованим, приватним університетом з правом видачі ступенів.